# Lampronia rupella
Lampronia rupella là một loài bướm đêm thuộc họ Prodoxidae. Nó được tìm thấy ở hầu hết châu Âu, ngoại trừ Iceland, Ireland, Đại Anh, Benelux, bán đảo Iberia, Croatia và Slovenia.

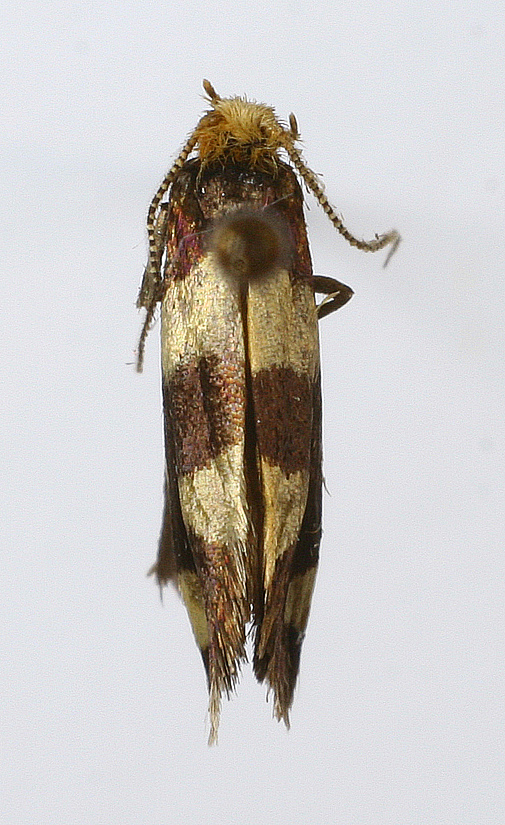

Sải cánh dài 13–16 mm.
Ấu trùng ăn loài Asteraceae.

## Hình ảnh

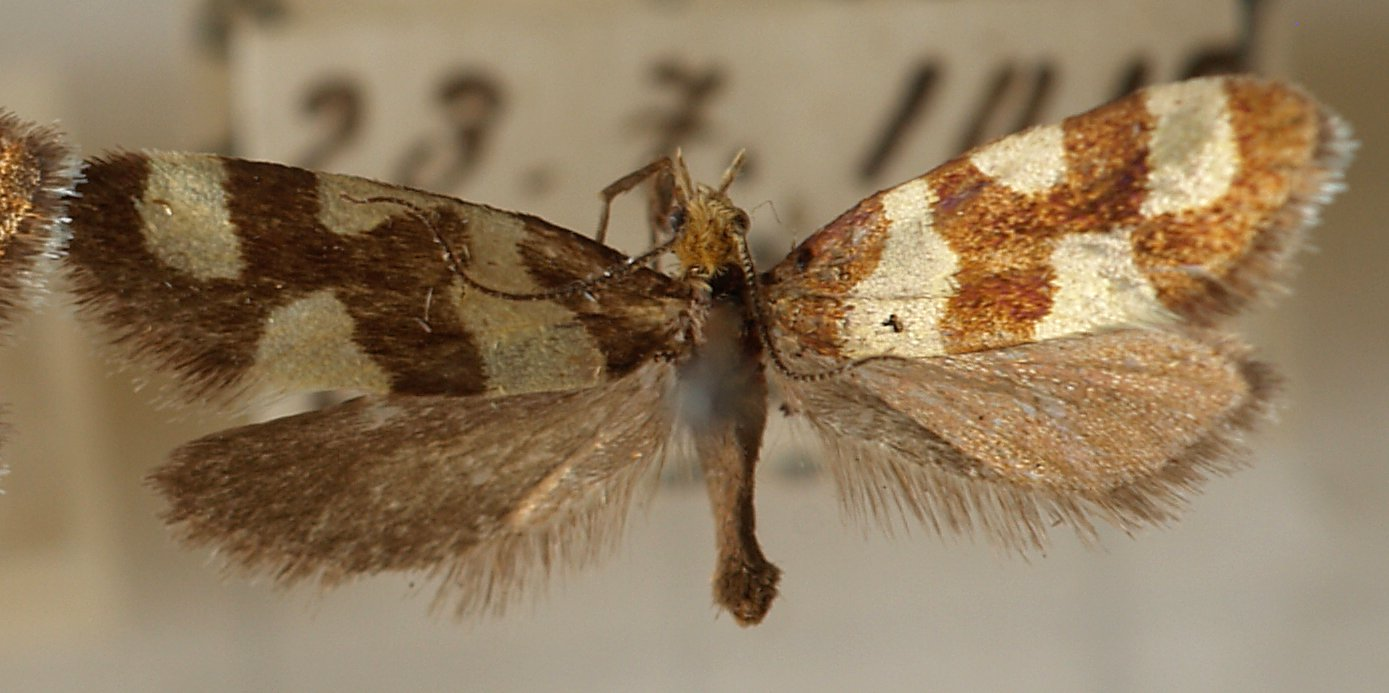
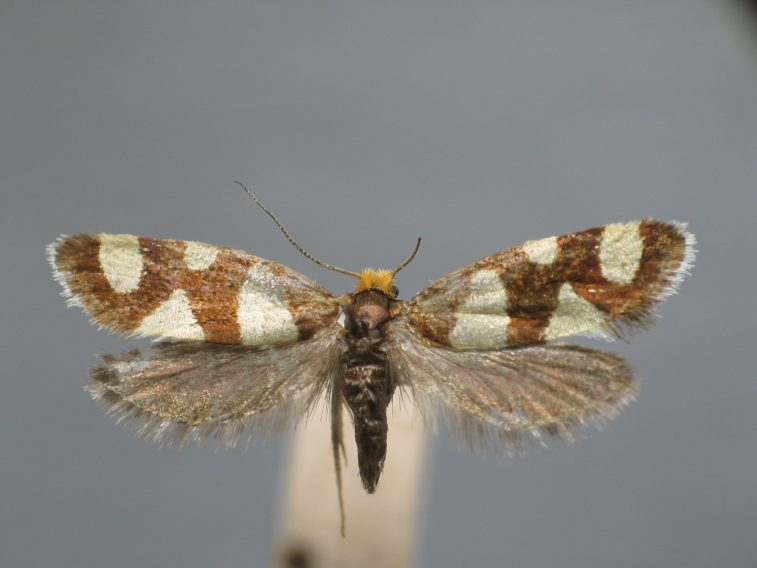